# The Watcher (Dr. Dre)
The Watcher è un singolo del rapper statunitense Dr. Dre, pubblicato nel 2001 dalla Aftermath/Interscope. Il singolo è il quarto ed ultimo estratto dell'album ed è stato pubblicato solamente per il mercato francese. Alla canzone partecipano anche i rapper Eminem e Knoc-Turn'al.
Il rapper Jay-Z ha realizzato una "seconda parte" della canzone, intitolata "The Watcher 2", presente nell'album The Blueprint²: The Gift & the Curse del 2002. La canzone è stata prodotta da Dr. Dre ed è stata realizzata con il rapper Rakim e la cantante Soul/R'n'b Truth Hurts.
Nel 2003 Dr. Dre e Snoop Dogg hanno realizzato una "terza parte" della canzone, intitolata "The Watcher Pt. 3", presente nel mixtape DJ Jam presents WBALLZ 187.4 FM Vol. 1.
La canzone Bad Guys Always Die, presente nel lato B del singolo in CD, era già apparsa nella colonna sonora del film del 1999 Wild Wild West di Will Smith.
La canzone Bang Bang, presente nel lato B del singolo in vinile, è la ventunesima canzone dell'album.

## Tracce
CD singolo (Francia)
1. The Watcher – 3:28 (testo: Andre Young, Marshall Mathers)
2. Bad Guys Always Die (feat. Eminem) – 4:39 (testo: Andre Young, Marshall Mathers)

12" promo (Francia)
- Side A

1. The Watcher (Clean) – 3:27 (testo: Andre Young, Marshall Mathers)
2. The Watcher – 3:28
3. The Watcher (Instrumental) – 3:26

- Side B

1. Bang Bang (feat. Hittman, Knoc-Turn'al) – 3:42
2. Bang Bang (feat. Hittman, Knoc-Turn'al) (Instrumental) – 3:43

## Classifiche
| Classifica (2002)                                       | Posizione massima |
| ------------------------------------------------------- | ----------------- |
| Francia (Syndicat national de l'édition phonographique) | 47                |